# Cinclodes atacamensis atacamensis
La remolinera castaña común o churrete de alas blancas común (Cinclodes atacamensis atacamensis) es una de las dos subespecies en que se divide la especie Cinclodes atacamensis, conocida vulgarmente con el nombre de «remolinera castaña» o «churrete de alas blancas». Vive en el centro-oeste de América del Sur.

## Hábitat y distribución
Esta subespecie se distribuye en el centro de la región andina, y en arroyos del altiplano de la Puna, desde el Perú, el oeste de Bolivia, y el noreste y centro-este de Chile, hasta el noroeste de la Argentina, en las provincias de: Catamarca, Jujuy, La Rioja, Mendoza, Salta, San Juan, y Tucumán. Vive en altitudes entre 2000 y los 4000 m s. n. m., aunque en invierno puede ser encontrada en sectores de altitud algo inferior.

## Características
Su longitud total es de 20 cm. El pico es largo para el género. Presenta un dorso castaño con características banda alar, ceja, y ápice de las timoneras externas caudales de color blanco. El plumaje ventral es blanco en la garganta, que pasa en el pecho a gris, y finalmente a castaño en el abdomen. De la otra subespecie —C. a. schocolatinus— se la distingue por poseer esta última el dorso con tonos más chocolates, menos rufos. Sus huevos son de medidas algo mayores.

## Sistemática

### Descripción original
Fue descrita originalmente por Rodolfo Amando Philippi en el año 1857, bajo el nombre de: Upuarthia [sic] atacamensis. 

### Taxonomía
Esta es una de las dos subespecies en que se divide la especie Cinclodes atacamensis, la otra es: Cinclodes atacamensis schocolatinus (Reichenow, 1920).
Algunos autores —entre ellos Olrog— creen que este taxón sería monotípico, al considerar que la subespecie de la Pampa de Achala —C. a. schocolatinus— podría ser una especie plena.